# Il debito (Glenn Cooper)
Il debito (The Debt) è un romanzo di Glenn Cooper pubblicato nel 2017, il secondo della serie di Cal Donovan. 

## Trama
Cal Donovan è alla ricerca di informazioni per la sua nuova ricerca all'interno della Biblioteca Vaticana privilegio concessogli da Papa Celestino dopo che Cal lo ha aiutato a risolvere il caso del sacerdote con le stigmate. Studiando alcuni documenti dell'Ottocento si imbatte in una lettera del segretario di stato dell'epoca. Questa parla di un ingente debito contratto dalla Chiesa con la banca Sassoon e mai stato restituito. Cal informa il Papa e questi gli chiede di verificare se il debito è ancora valido e a quanto ammonta considerando gli interessi. Cal si reca così a Manhattan per incontrare i rappresentanti della Banca Sassoon (Henry e Marcus) e per cercare nei loro archivi se sono presenti informazioni sul contratto o sulla sua eventuale restituzione. 
Quando il Papa scopre che il debito è ancora valido e decide di restituire il debito, ma gli altri membri della curia cercano di dissuaderlo, dato che la Chiesa non dispone dei soldi necessari e gli propongono di distruggere le prove dell'esistenza del debito.
L'idea di Papa Celestino è di restituire il debito non alla banca, ma ad una fondazione benefica interreligiosa la quale sarà presieduta da rappresentanti della banca (Gail e Julian) e della Chiesa (Suor Elisabetta Celestino) 
Alcuni membri della curia, temendo che pagare il debito significhi la fine dell'esistenza della Chiesa, stringono un accordo con Marcus Sassoon il quale vorrebbe che i soldi andassero alla banca e non alla fondazione. L'accordo prevede la restituzione di solo una piccola parte del debito. Marcus uccide il fratello Henry e i membri della curia cercano di screditare il Papa pubblicamente e infine lo rapiscono per costringerlo ad accettare l'accordo.
Cal Donovan e Zazo riescono a salvare il Papa il quale comunica a tutti che il debito verrà restituito alla fondazione e che metterà all'asta alcune delle opere della Chiesa per raccogliere il denaro necessario. Egli infatti dichiara che:

## Personaggi
- Cal Donovan
- Papa Celestino
- Henry Sassoon, socio principale della Banca Sassoon
- Marcus Sassoon, socio della Banca Sassoon e fratello di Henry
- Gail Sassoon, moglie di Henry
- Julian Sassoon, figlio di Henry

## Edizioni
- Glenn Cooper, Il debito, traduzione di Barbara Ronca, Editrice NORD, 2017, ISBN 978-88-429-2912-3.
- Glenn Cooper, Il debito, traduzione di Barbara Ronca, TEA, 2020, ISBN 978-88-502-5617-4.
- Glenn Cooper, Il debito, traduzione di Barbara Ronca, ebook, Casa Editrice NORD, 2017, ISBN 978-88-429-2912-3.